# Hyun-jin Ryu
Hyun-jin Ryu (Incheon, Corea del Sur, 25 de marzo de 1987) es un lanzador surcoreano de béisbol profesional que juega para Toronto Blue Jays de las Grandes Ligas, desde 2020. Después de pasar siete temporadas con los Hanwha Eagles de KBO League, Ryu se convirtió en el primer jugador de la KBO en unirse a un equipo de MLB a través del sistema de publicación. Ryu también fue el primer surcoreano en ser el pitcher abridor de un juego de postemporada de la Major League Baseball.

## Biografía y educación
Ryu nació en Incheon, Corea del Sur el 25 de marzo de 1987, y asistió a la escuela secundaria Dongsan de Incheon. Actualmente está estudiando una maestría en educación física comunitaria en la Universidad de Daejeon.
En enero de 2018 se casó con la reportera Bae Ji-hyun, después de salir por dos años. En octubre de 2019 la pareja anunció que estaban esperando a su primer bebé.

## Carrera

### Amateur
En 2004, Ryu se sometió a una cirugía de Tommy John y no lanzó en ningún juego oficial. En 2005, condujo a su equipo al Campeonato Nacional de Escuela Preparatoria Blue Dragon Open, lanzando 22 entradas consecutivas sin carrera como as del equipo y bateo de .389 en el torneo. Fue nombrado Mejor Pitcher.
En 2005, fue seleccionado para el equipo nacional junior de Corea del Sur que fue subcampeón en el 6° Campeonato Asiático Junior de Béisbol en Seúl, Corea del Sur. comenzó el partido de semifinales contra Chinese Taipéi (Taiwán) y ayudó a su equipo a llegar a la final, registrando diez ponches y cediendo una carrera sucia en cuatro hits en seis entradas. Durante la competencia, lanzó ocho 1/3 entradas con 14 ponches, y permitió una carrera sucia con cinco hits en tres juegos.

### Hanwha Eagles (2006-2012)
En julio de 2005, fue seleccionado por los Hanwha Eagles como la primera selección en la segunda ronda del draft de 2006 KBO League e hizo su debut profesional el 12 de abril de 2006. En su año de novato de 2006, Ryu terminó con un récord de 18-6 para ganar y perder, una efectividad de 2.23 y 205 ponches en 201.2 entradas lanzadas. Obtuvo el pitcheo Triple Corona, y finalmente fue nombrado Novato del año y Jugador del año. Se convirtió en el único jugador en la historia de KBO en ganar tanto el premio Novato del Año como el premio MVP en la misma temporada.
En agosto de 2008, compitió por el equipo nacional de béisbol de Corea del Sur en los Juegos Olímpicos de verano de 2008, donde ganaron la medalla de oro en el torneo de béisbol. En el tercer juego del equipo de round-robin, lanzó una victoria por 1-0 en el juego completo sobre Canadá, permitiendo cinco hits. En el juego por la medalla de oro contra Cuba, lanzó 8 1/3 entradas, permitiendo dos carreras limpias en una victoria de 3-2.
En marzo de 2009, representó al equipo nacional de béisbol de Corea del Sur en el Clásico Mundial de Béisbol 2009, donde el equipo fue subcampeón del eventual campeón, Japón. En 2010, jugó en los Juegos Asiáticos de 2010, donde el equipo nacional de béisbol de Corea del Sur ganó la medalla de oro en el béisbol. El 11 de mayo de 2010, se convirtió en el primer lanzador en la historia en derrotar a 17 bateadores en un juego de nueve entradas contra los Gemelos LG en el Estadio de Béisbol del Complejo Deportivo Cheongju.

#### 2012
En 2012, terminó con una efectividad de 2.66 y 210 ponches, pero solo obtuvo un récord de 9-9 ganados y perdidos y diez sin decisiones. Ryu expresó repetidamente su deseo de jugar en los Estados Unidos para las Grandes Ligas de Béisbol y los exploradores de muchos equipos de la MLB visitaron Corea para ver el pitcheo de Ryu. Finalmente, el 29 de octubre de 2012, los Eagles anunciaron que Ryu se publicaría el 1 de noviembre de 2012 para permitir que los equipos de MLB pujen por los derechos de negociar con él.

### Los Angeles Dodgers
El 9 de noviembre de 2012, los Eagles aceptaron la oferta informada de $ 25,737,737.33 de los Dodgers de Los Ángeles, dándoles un período de 30 días para tratar de negociar un contrato con Ryu. El 9 de diciembre, firmó un contrato por 6 años y $ 36 millones, que incluía la opción de optar por no participar después del quinto año si se alcanzaban ciertos puntos de referencia de desempeño (750 entradas lanzadas en el año 5, un promedio de 150 entradas / año).

#### 2013

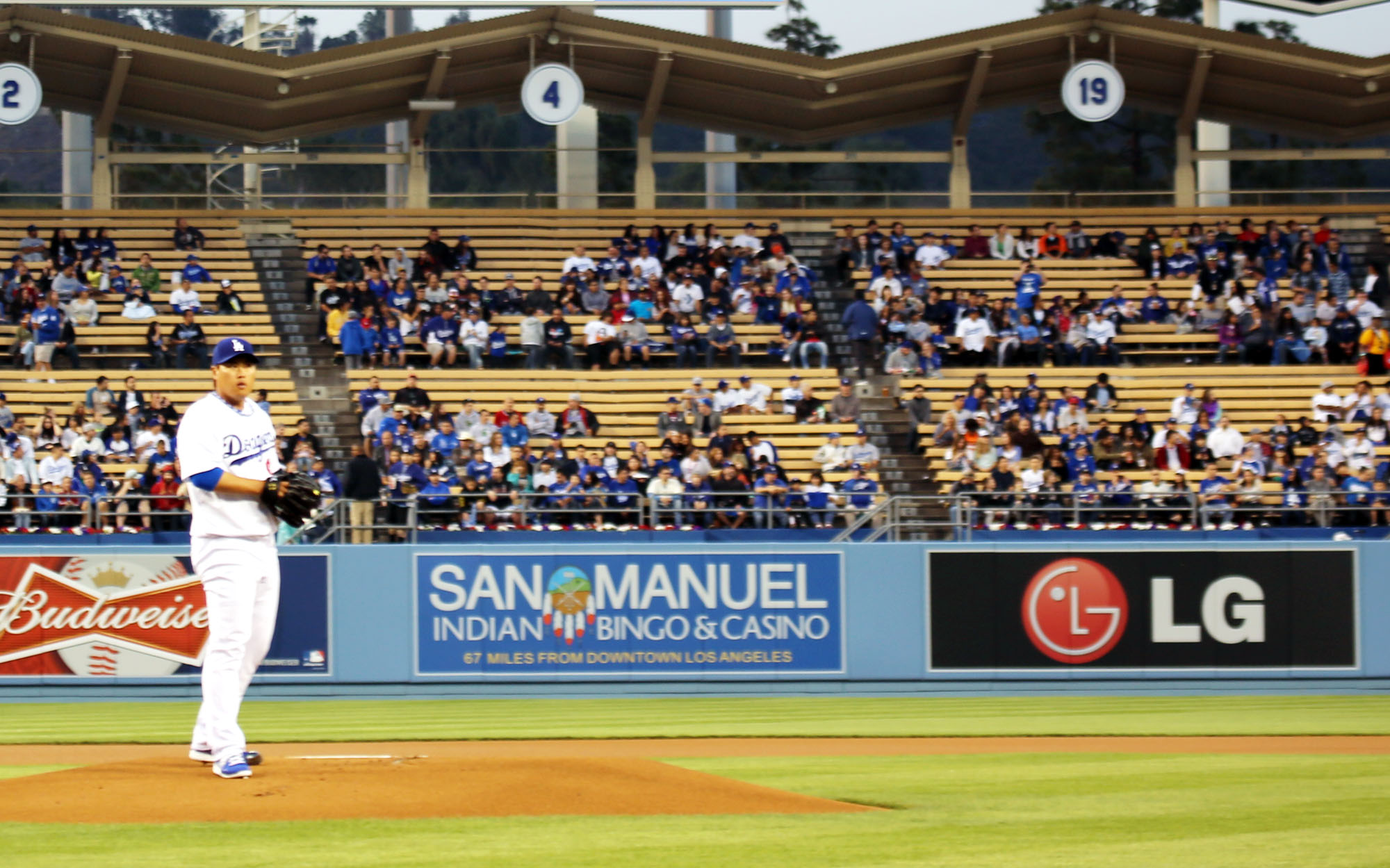
Ryu lanzando en el Dodger Stadium en abril de 2013

El 17 de marzo de 2013, Ryu registró su primera victoria como Dodger, aunque en un juego de entrenamiento de primavera el Día de San Patricio. Permitió solo una carrera en 5 innings y retiró a los últimos 11 hombres que enfrentó. Ponchó a seis y permitió que solo cinco alcanzaran la base.
Hizo su debut en las Grandes Ligas de Béisbol en un comienzo contra los Gigantes de San Francisco el 2 de abril de 2013. Permitió 10 hits en 6.1 entradas pero solo una carrera ganada. Ryu Obtuvo su primera victoria de grandes ligas el 7 de abril sobre los Piratas de Pittsburgh. El 13 de abril contra los Diamondbacks de Arizona, registró su primer hit de grandes ligas con un doble en la tercera entrada. Terminó 3 por 3 en el plato en el juego, el primer lanzador de los Dodgers en recibir tres hits en un juego desde Randy Wolf en 2009. Este juego también fue la victoria número 100 de su carrera, en Corea del Sur y en los Estados Unidos Combinados.
El 1 de mayo de 2013, lanzó seis entradas contra los Rockies de Colorado y ponchó a 12 bateadores, su mayor número de ponches en un juego de la MLB hasta ahora.
El 28 de mayo de 2013, lanzó una blanqueada de juego completa contra los Angelinos de Anaheim, ponchando a siete bateadores, y concediendo solo dos hits. Fue la primera blanqueada en la carrera de Ryu en la MLB y la primera blanqueada para un lanzador nacido en Corea desde Chan Ho Park y Sun-woo Kim. En 30 aperturas con los Dodgers en 2013, tuvo marca de 14-8 con una efectividad de 3.00. Fue seleccionado por Baseball America a su equipo anual "All-Rookie team".
El 6 de octubre de 2013, se convirtió en el primer surcoreano en ser el pitcher abridor de un juego de postemporada de Grandes Ligas.

#### 2014
En su primer inicio de la temporada 2014 en Sídney, Australia, mantuvo a los D-Backs sin anotaciones en cinco entradas. Procedió a comenzar 26 juegos para los Dodgers en 2014, a pesar de perder tiempo con varias lesiones. Terminó 14-7 con una efectividad de 3.38.

#### 2015
Comenzó el entrenamiento de primavera con optimismo de que sería capaz de lanzar una carrera de 200 entradas en 2015. Sin embargo, fue cerrado temprano en el campamento con contracción, aunque dijo que no le preocupaba. Cuando comenzó a tirar nuevamente, experimentó una lesión en el hombro y los Dodgers decidieron cerrarlo por dos semanas. Comenzó la temporada en la lista de lesionados y, a pesar de reportarse libre de dolor en abril, los Dodgers decidieron tomar una ruta cautelosa con él ya que tuvo dolor en el hombro esporádicamente durante la temporada anterior. Fue colocado en la lista de lesionados de 60 días el 4 de mayo y los Dodgers notaron una falta de velocidad en su sesión de bullpen poco después, lo que provocó el cierre de su rehabilitación. Decidió someterse a una cirugía en el hombro para aliviar el problema. La cirugía reveló que necesitaba reparar el labrum del hombro izquierdo, lo que se hizo el 21 de mayo, lo que puso fin a sus posibilidades de lanzar durante la temporada 2015.

#### 2016
Se reincorporó a los Dodgers el 7 de julio de 2016, y comenzó contra los Padres de San Diego. Permitió ocho hits, cuatro de ellos para bases extra en 4 2/3 entradas de una derrota por 6-0. Sin embargo, informó malestar en el codo después del juego y fue colocado de nuevo en la lista de lesionados. El 28 de septiembre, se sometió a una cirugía de desbridamiento en su codo izquierdo.

#### 2017
Después de perder sus primeras cuatro decisiones de la temporada, Ryu obtuvo su primera victoria en Grandes Ligas en la temporada 2014 el 30 de abril de 2017 en una victoria 5-3 contra los Filis de Filadelfia. El 25 de mayo, lanzó cuatro entradas sin permitir carrera fuera del bullpen para recoger su primer salvamento de Grandes Ligas. Hizo 24 aperturas en 2017 para los Dodgers (y una aparición en relevo) y tuvo marca de 5-9 con efectividad de 3.77, 116 ponches y 45 bases por bolas.

### Popularidad
Ryu goza de una gran popularidad entre los jugadores de béisbol de Corea del Sur, atrayendo a fanáticos surcoreanos y fanáticos de ascendencia coreana en casi todos los estadios en los que participa. Esto puede atribuirse al ascenso de Corea del Sur como potencia mundial del béisbol, lo que lleva a un aumento de popularidad. el deporte en Corea del Sur a partir de los años 2000 y 2010.

## Estilo de lanzamiento
Ryu es un lanzador zurdo de 6 pies 3 pulgadas y 255 libras. Lanza una bola rápida entre 89-92 mph (alcanza un máximo de 95 mph), una bola curva, un control deslizante y un cambio engañoso. Los Scouts dicen que el cambio es su mejor lanzamiento y es un lanzamiento legítimo fuera de la liga mayor.

## En la cultura popular
Ryu apareció en Running Man, con Shin-Soo Choo en el episodio 119; Bae Suzy en el 171, 172 y 173; y con Kang Jung-ho en el episodio 227. Más tarde volvió a aparecer en el programa en el 2020 durante el episodio 534 junto al jugador de béisbol Kim Kwang-hyun.

## Estadísticas de carrera

### Organización del béisbol de Corea
| Year  | Team   | W  | L  | ERA  | G   | GS  | CG | SHO | SV | IP    | H    | R   | ER  | HR | HB | BB  | IBB | SO   | AVG  | WHIP |
| 2006  | Hanwha | 18 | 6  | 2.23 | 30  | 28  | 6  | 1   | 1  | 201.2 | 159  | 57  | 50  | 11 | 2  | 52  | 3   | 204  | .221 | 1.05 |
| 2007  | Hanwha | 17 | 7  | 2.94 | 30  | 30  | 6  | 1   | 0  | 211.0 | 195  | 74  | 69  | 15 | 3  | 68  | 4   | 178  | .251 | 1.25 |
| 2008  | Hanwha | 14 | 7  | 3.31 | 26  | 26  | 2  | 1   | 0  | 165.2 | 144  | 66  | 61  | 12 | 1  | 67  | 2   | 143  | .240 | 1.27 |
| 2009  | Hanwha | 13 | 12 | 3.57 | 28  | 27  | 4  | 2   | 0  | 189.1 | 180  | 80  | 75  | 19 | 2  | 67  | 3   | 188  | .254 | 1.30 |
| 2010  | Hanwha | 16 | 4  | 1.82 | 25  | 25  | 5  | 3   | 0  | 192.2 | 149  | 42  | 39  | 11 | 9  | 45  | 2   | 187  | .220 | 1.01 |
| 2011  | Hanwha | 11 | 7  | 3.36 | 24  | 18  | 3  | 0   | 0  | 126.0 | 101  | 54  | 47  | 12 | 1  | 38  | 0   | 128  | .217 | 1.10 |
| 2012  | Hanwha | 9  | 9  | 2.66 | 27  | 27  | 1  | 0   | 0  | 182.2 | 153  | 58  | 54  | 12 | 5  | 46  | 6   | 210  | .232 | 1.09 |
| TOTAL | TOTAL  | 98 | 52 | 2.80 | 190 | 181 | 27 | 8   | 1  | 1269  | 1081 | 431 | 395 | 92 | 23 | 383 | 20  | 1238 | .234 | 1.15 |

### Concursos internacionales notables
| Year | Venue              | Competition                        | Team | Individual Note                          |
| ---- | ------------------ | ---------------------------------- | ---- | ---------------------------------------- |
| 2005 |                    | Asian Junior Baseball Championship |      | 0–0; 0.00 ERA (3 G, 8.1 IP, 0 ER, 14 K)  |
| 2006 | Catar              | Juegos Asiáticos                   |      | 0–0; 9.95 ERA (2 G, 6.1 IP, 7 ER, 6 K)   |
| 2007 | República de China | Asian Baseball Championship        |      | 1–0; 0.00 ERA (1 G, 5.0 IP, 0 ER, 5 K)   |
| 2008 | República de China | Preolímpico Mundial                |      | 0–1; 3.00 ERA (2 G, 6.0 IP, 2 ER, 7 K)   |
| 2008 | China              | Juegos Olímpicos                   |      | 2–0; 1.04 ERA (2 G, 17.1 IP, 2 ER, 13 K) |
| 2009 | Estados Unidos     | World Baseball Classic             |      | 1–0; 2.57 ERA (5 G, 7.0 IP, 2 ER, 7 K)   |
| 2010 | China              | Juegos Asiáticos                   |      | 1–0; 3.60 ERA (2 G, 10.0 IP, 4 ER, 8 K)  |